# (14402) 1991 DB
(14402) 1991 DB est un astéroïde Amor de 0,6 km de diamètre découvert en 1991.

## Description
(14402) 1991 DB a été découvert le 18 février 1991 à l'observatoire Palomar, situé au nord de San Diego en Californie, par Eleanor Francis Helin.

### Caractéristiques orbitales
L'orbite de cet astéroïde est caractérisée par un demi-grand axe de 1,72 UA, un périhélie de 1,03 UA, une excentricité de 0,40 et une inclinaison de 11,42° par rapport à l'écliptique. Du fait de ces caractéristiques, à savoir un périhélie compris entre 1,017 et 1,3 UA, il est classé comme astéroïde Amor, une famille d'astéroïdes géocroiseurs, croisant l'orbite de la Terre.

### Caractéristiques physiques
(14402) 1991 DB a une magnitude absolue (H) de 18,7 et un albédo estimé à 0,14, ce qui permet de calculer un diamètre de 0,6 km.0